# Vilaclara (Palau del Vidre)
Vilaclara és un veïnat del terme comunal de Palau del Vidre, a la comarca del Rosselló, de la Catalunya del Nord.
Està situat en el sector sud-oest del terme comunal al qual pertany, a cosa d'1 quilòmetre i mig al sud-oest del poble de Palau del Vidre.
Conté l'església de Sant Pere de Vilaclara i el Castell de Vilaclara, del qual era capella l'església de Sant Pere.
En una paret de vinya de Vilaclara fou trobat un fragment de ceràmica de pedra serpentina del Neolític.